# Província del Neuquén
Neuquén (en el text de la Constitució provincial: Província de Neuquén o Província del Neuquén) és una de les vint-i-tres províncies que integren la República Argentina. que conformen el país, i un dels vint-i-quatre districtes electorals legislatius nacionals. La seva capital i ciutat més poblada és l'homònima ciutat de Neuquén.
Limita al nord amb la Província de Mendoza, a l'est amb La Pampa i la Río Negro, al sud amb Río Negro i a l'oest amb Xile de qui el separa la Serralada dels Andes.